# Olaflur
Olaflur – organiczny związek chemiczny, aminofluorek zapobiegający powstawaniu próchnicy zębów.

## Budowa cząsteczki
Cząsteczka zbudowana z dwóch części:
- hydrofobowego, niepolarnego ogona,
- hydrofilowej, polarnej głowy, z którą są związane dwa jony fluoru.

## Działanie
Olaflur obniża napięcie powierzchniowe śliny i tworzy jednorodną warstwę na wszystkich powierzchniach jamy ustnej. Lekko kwasowy odczyn aminofluorku wspomaga tworzenie jednorodnej warstwy fluorku wapnia. Podczas ataku kwasów bakteryjnych jony fluoru zostają uwolnione i stymulują proces remineralizacji szkliwa, zapobiegając powstawaniu próchnicy.

## Historia
Substancja ta została opracowana w latach 50. XX wieku przez firmę GABA we współpracy z Instytutem Stomatologii Uniwersytetu w Zurichu.